# 普惠乡
普惠乡，是中华人民共和国新疆维吾尔自治区巴音郭楞蒙古自治州库尔勒市下辖的一个乡镇级行政单位。

## 行政区划
普惠乡下辖以下地区：
普惠村、塔勒切盖村、库米石阔坦村和开发区村。